# Edward Kobyliński
Edward Kobyliński Prus (15. januar 1908 i Warszawa – 7. september 1992 i Warszawa) var en polsk roer som deltog i de olympiske lege 1932 i Los Angeles og 1936 i Berlin.
Kobyliński vandt en bronzemedalje i roning under OL 1932 i Los Angeles. Han var med på den polske fire som kom på en tredjeplads, efter Tyskland og Italien, i fire med styrmand. Mandskabet på fireren var, Kobyliński, Stanisław Urban, Jerzy Braun, Janusz Ślązak og Jerzy Skolimowski som var styrmand.